# Movile
A Movile é uma empresa brasileira sediada em Campinas. Movile opera em segmentos da alimentação, pedidos e entregas, bilheteria e logística. Têm construído sucesso com a aposta no ramo de delivery (Ifood), assim como outras empresas em processo de desenvolvimento.

## História
Em 1998, Fabrício Bloisi fundou uma startup que mais tarde se tornaria a empresa Movile. 
Em sua fase inicial, a Movile focou em inovar, explorar tecnologias avançadas, dispositivos de telefonia, mensagens de texto no padrão SMS e o primeiro serviço de chat nessa tecnologia. Em seu início, a empresa viabilizou o comércio de Ringtones no Brasil, bem como o desenvolvimento do primeiro portal de busca Wireless Application Protocol (WAP) no país. A Movile também foi a primeira empresa da América Latina a disponibilizar o envio de imagens através do padrão MMS (Multimedia Messaging Service).
Em 2007, Bloisi teve um foco em expansão. Em 2008, a Movile se tornou a maior empresa do setor de comércio móvel da América Latina por meio de fusões e aquisições com empresas como a Yavox e Cyclelogic, estabelecendo presença em mais de dez países com escritórios na Argentina, Peru, Colômbia e México.
Em 2012, a companhia iniciou suas operações no Vale do Silício.
Atualmente a empresa conta com mais de 1500 funcionários em seus escritórios. A administração e cultura da empresa é chamada de "Jeito Moviliano" e foi lançado em 2011.[carece de fontes?]

## Linha do tempo

### 1998–2010: primeiros anos
A Movile foi originalmente chamada de Intraweb e foi fundada em 1998 por dois ex-alunos da Universidade Estadual de Campinas (Unicamp), Fabricio Bloisi e Fábio Póvoa. A start-up Intraweb foi organizada através da incubadora corporativa da universidade com o objetivo inicial de criar intranets corporativas.
Em 2001, a Intraweb foi absorvida pelo site GoWap, primeira empresa a receber aporte de capital da Rio Bravo Investimentos. Assim nasceu a GoWapCorp, empresa da área de soluções de dados de mercado corporativo por meio de celulares.
Em 2002, a GoWapCorp foi alvo de um desembolso de capital da Rio Bravo e mudou seu nome para Compera.
Durante 2003 e 2004, a empresa mudou seu modelo de negócios, migrando de software para prestação de serviços. O foco foi transferido do mercado corporativo para concessionárias e clientes finais, com serviços como vídeo no celular, jogos e música.
Em 2007, a Compera se fundiu com a nTime, empresa de serviços de telefonia celular do Rio de Janeiro, criando a ComperanTime. Nesse mesmo ano, foi adquirida a empresa de mobile marketing Movile.
Em 2008, a MIH Holdings, do grupo de mídia sul-africano Naspers, adquiriu a participação detida pela Rio Bravo no ComperanTime tornando-se acionista minoritária da empresa.
Em 2009, o ComperanTime anunciou sua fusão com a Yavox. Na sequência destas discussões, a Yavox tornou-se uma subsidiária integral da ComperanTime, mas ambas as empresas e as respetivas marcas continuariam a existir separadamente durante mais vários meses.

### 2010–2014: rebranding e expansão
Em 2010, após a aquisição da startup Movile, fundada por Eduardo Henrique, a Compera nTime Yavox decidiu mudar seu nome para Movile. Juntamente com esta nova marca, ocorreu também uma mudança de estratégia. O foco principal da Movile voltou-se para a inclusão digital por meio de serviços móveis em países emergentes. Nesse mesmo ano, a Movile e a Cyclelogic anunciaram a fusão de suas operações na América Latina.
Em 2012, a Movile abriu seus primeiros escritórios nos Estados Unidos (no Vale do Silício, Califórnia) e concentrou sua estratégia de negócios no mercado latino do país.
Até 2013, a Movile investiu US$ 1,6 milhão na startup iFood e ampliou o escopo e o número de pedidos com a criação de um aplicativo para smartphones como o lançamento do aplicativo PlayKids – considerado o Netflix Infantil. O aplicativo PlayKids se destacou durante o ano na Apple Store e no Google Play. Entre 2012 e 2013, a Movile fez parte das melhores empresas de TI e Telecom do Brasil para se trabalhar. Uma pesquisa realizada pelo instituto Great Place to Work em conjunto com a revista Computerworld.
2014 marcou um grande ano para expansão. Há um investimento adicional de US$ 2 milhões no iFood. PlayKids chega a 24 países: Espanha, França, EUA, Austrália, Reino Unido, Canadá, entre outros. Novo investimento da Movile no app iFood leva à compra do concorrente Central Delivery. Movile e Accelerator 21212 investem R$ 1,15 milhão no Superplayer. Movile capta US$ 55 milhões (Série D) da Innova Capital, Jorge Paulo Lemann e FINEP. Esta nova rodada de financiamento levou às aquisições da Rapiddo, ChefTime, e FreshTime com investimentos no LBS Local (proprietários do Apontador, MapLink e Cinepapaya) e TruckPad.

### 2015 – presente: crescimento para uma plataforma móvel
O ano de 2015 começou forte para a Movile, com um investimento no meio do ano de US$ 40 milhões (Série E) da Naspers e da Innova Capital. A Movile então investiu US$ 50 milhões no iFood e Just Eat, juntamente com um investimento de US$ 15 milhões na PlayKids para expansão na China e no Japão.
Em 2016, a Rapiddo adquire o serviço de entrega sob demanda 99Motos. PlayKids se expande com conteúdo da Vila Sésamo e aplicativos adicionais – PlayKids Talk, PlayKids Stories e PlayKids Party. A iFood compra um serviço de entrega de comida on-line com sede em São Francisco, tecnologia da SpoonRocket, para expandir seu alcance em outros restaurantes na América Latina. Movile investe na Sympla, uma plataforma de venda de ingressos para eventos do tipo “faça você mesmo”, e a Sympla adquire a Eventik para expandir sua presença no mercado de ticking. A Movile então levanta US$ 40 milhões adicionais (Série F) da Naspers e da Innova Capital.
2017 viu uma rodada de financiamento adicional de US$ 53 milhões (Série G) da Naspers e Innova Capital.

## Negócios e marcas

### PlayKids
O PlayKids foi criado em 2013 como um aplicativo de streaming de vídeo sob demanda (SVOD) para crianças de até 5 anos. Lançado inicialmente em mais de 20 países na Europa, Ásia, África e Austrália e apresentava conteúdo original, bem como conteúdo de uma série de emissoras, incluindo DHX Media, PBS e Jim Henson Company. Em 2016, o PlayKids se expandiu com conteúdo da Vila Sésamo e aplicativos adicionais, como Leiturinha e Party. Hoje, o PlayKids se tornou uma plataforma educacional, auxiliando as crianças no seu desenvolvimento por meio de conteúdos e atividades educativas. O Leiturinha disponibiliza uma biblioteca virtual que pode ser lida ou ouvida por crianças de 6 a 8 anos. E o Party oferece jogos de aprendizagem interativos para crianças de 6 a 8 anos.

### iFood
O iFood foi fundado em 2011. A empresa utiliza um site ou aplicativo móvel junto com informações de localização para fornecer aos clientes acesso a cardápios, preços, opções de pagamento e entrega de restaurantes localizados na Argentina, Brasil, Colombia e Mexico,[carece de fontes?] onde o iFood atua por meio de empresas locais.

### MapLink
MapLink é uma empresa de logística e roteirização na América Latina. Mostra trânsito ao vivo, mapas e endereços, monitora mais de 500 mil veículos e percorre 195 mil quilômetros de estradas no Brasil.

### Apontador
Apontador é líder brasileiro em busca local, mostrando locais, serviços, descontos, reservas e facilidades online. Mais de 100.000 clientes pagam pelo serviço.

### Sympla
Sympla é uma plataforma de autoatendimento de bilheteria e gerenciamento de eventos no Brasil.[carece de fontes?]

### Pós-verso
Afterverse é uma empresa de jogos presente em mais de 14 países.

## Escritórios
- Brasil
  - Campinas, SP (sede)
  - São Paulo, SP

## Investidores
Naspers agora Prosus, grupo global de mídia e comércio eletrônico, é o maior investidor da Movile desde 2008.